# John Curran
John Curran (Utica, 11 settembre 1960) è un regista e sceneggiatore statunitense.

## Biografia
Nato a Utica, New York, Curran ha studiato illustrazione e design alla Syracuse University, poi ha lavorato come illustratore, graphic designer e scenografo a Manhattan, prima di trasferirsi a Sydney, Australia nel 1986. Ha lavorato su spot televisivi prima di scrivere e dirigere il cortometraggio Down Rusty Down. Per il suo lungometraggio di debutto, il dramma Praise 1998, è stato candidato alla Australian Film Institute Award per la miglior regia e ha vinto il Film Critics Circle of Australia Award per il Miglior Regista e internazionale il Premio della critica al Toronto International Film Festival. 
Dopo sei anni di inattività, Curran riprende con un nuovo progetto, il film indipendente I giochi dei grandi (2004), grazie al quale è stato candidato per il Gran Premio Speciale al Deauville American Film Festival e per il Gran Premio della Giuria al Sundance Film Festival. A seguire, dopo due anni, dirige Il velo dipinto, terzo adattamento cinematografico del romanzo (1925) di W. Somerset Maugham interpretato da Edward Norton, Naomi Watts e Liev Schreiber.
Ha scritto la sceneggiatura di The Killer Inside Me, secondo adattamento del film tratto dal romanzo (1952) di Jim Thompson; il film è interpretato da Jessica Alba, Kate Hudson, Casey Affleck e Bill Pullman, e diretto da Michael Winterbottom. Sempre nel 2010 dirige Stone, seconda collaborazione con l'attore Edward Norton, co-protagonista al fianco di Robert De Niro.

## Filmografia

### Regista
- Down Rusty Down (1996) - cortometraggio
- Praise (1998)
- I giochi dei grandi (We Don't Live Here Anymore) (2004)
- Il velo dipinto (The Painted Veil) (2006)
- Stone (2010)
- Tracks - Attraverso il deserto (Tracks) (2013)
- Lo scandalo Kennedy (Chappaquiddick) (2017)

### Sceneggiatore
- Down Rusty Down (1997) - cortometraggio
- The Killer Inside Me (2010)

### Produttore
- Il velo dipinto (The Painted Veil) (2006)